# دره‌جیک (آرهاوی)
دره‌جیک (به ترکی استانبولی: Derecik) یک منطقهٔ مسکونی در ترکیه است که در Arhavi واقع شده‌است. دره‌جیک ۶۴ نفر جمعیت دارد.